# Vrbovac (Smederevo)
Pour les articles homonymes, voir Vrbovac.
Vrbovac (en serbe cyrillique : Врбовац) est une localité de Serbie située sur le territoire de la Ville de Smederevo, district de Podunavlje. Au recensement de 2011, elle comptait 1 024 habitants.
Vrbovac, officiellement classé parmi les villages de Serbie, est situé sur les bords de la rivière Ralja.

## Démographie

### Évolution historique de la population
| 1948  | 1953  | 1961  | 1971  | 1981  | 1991  | 2002  | 2011  |
| ----- | ----- | ----- | ----- | ----- | ----- | ----- | ----- |
| 1 344 | 1 351 | 1 416 | 1 303 | 1 268 | 1 220 | 1 108 | 1 024 |

|  |